# Magyar jogász akadémikusok listája
A szócikk egybegyűjti azon akadémiai levelező-, rendes-, igazgatósági-, külső-, tiszteleti-, és pártoló tagok listáját, akik jogászként (vagy jogi végzettséggel, de nem jogászi minőségben) tudományos tevékenységet fejtettek ki, továbbá jogtudósok, jogtörténészek, vagy egyházjogászok, valamint kivételképpen gyakorló jogászok voltak, illetve itt szerepelnek azon, fentebbi feltételek valamelyikének megfelelő személyek, akik jelenleg akadémikusok. Az egyes szakterületekre való besorolás az életművek ismeretében történt. A két szakterületen működőket két helyre is besorolta a szócikk. Akik esetleg kettőnél több szakterületet is műveltek/művelnek, azok esetében a két döntő szakterületre történt meg a besorolás. Azon a néhány személy esetében, akik nem jogi területen lettek akadémikusok, de volt jogi végzettségük (is), ott a legtipikusabb jogi szakterületükhöz soroltuk be a tudósokat.

## Betűrend szerint

### A, Á
- Ancel, Marc (1902–1990) francia jogtudós (t. 1979)
- Angyal Pál (1873–1949) jogtudós (l. 1909; r. 1930)
- Apáthy István, id. (1829–1889) jogtudós (l. 1873; r. 1884)

### B
- Baintner János (1815–1881) jogtudós (l. 1865)
- Balás P. Elemér (1883–1947) jogtudós (l. 1943)
- Balla Károly (1792–1873) jogtudós, költő, publicista (l. 1839)
- Ballagi Géza (1851–1907) történész, jogtudós (l. 1888; r. 1907)
- Balogh Artúr (1866–1951) jogtudós (l. 1905; tan. 1949; l. visszaállítva 1989)
- Balogh Jenő (1864–1953) jogtudós, politikus (l. 1901; r. 1912; ig. 1936–1945; t. 1937; tan. 1949; t. visszaállítva 1989)
- Bartal György, id. (1785–1865) jogtörténész (ig. 1830; t. 1858)
- * Basedow, Jürgen (1949) német jogtudós (t. 2007)
- Battaglini, Giulio (1885–1961) olasz jogtudós (t. 1939)
- * Beale, Hugh (1948) angol jogtudós (t. 2001)
- Bertha Sándor (1796–1877) jogász, gazdaságpolitikus (l. 1839)
- Bibó István, ifj. (1911–1979) társadalomfilozófus, jogtudós, politikus (l. 1946; tan. 1949; l. visszaállítva 1989)
- Bihari Ottó (1921–1983) jogtudós (l. 1973; r. 1979)
- Binding, Karl (1841–1920) német jogtudós (t. 1891)
- Birinyi K. Lajos / Kossuth Birinyi, Louis (1886–1941) amerikai magyar jogtudós, történész (t. 1926)
- Boér Elek, ifj. (1899–1954) jogtudós, közgazdász (l. 1941; tan. 1949; l. visszaállítva 1989)
- Borchard, Edwin (1884–1951) amerikai jogtudós (t. 1931)
- Botka Tivadar (1802–1885) jogtudós, jogtörténész (l. 1847; r. 1872; t. 1877)
- Broms, Bengt Henry (1929–2023) finn jogtudós (t. 1988)
- Bruckner Győző (1877–1962) jogtörténész, művelődéstörténész (l. 1926; tan. 1949; l. visszaállítva 1989)
- Brusa, Emilio (1843–1908) olasz jogtudós, kriminológus (t. 1906)
- Buza László (1885–1969) jogtudós (l. 1938; r. 1946)

### C
- Concha Győző (1846–1933) jogtudós, államtudós (l. 1886; r. 1900; ig. 1914; t. 1931)
- Cziráky Antal Mózes (1772–1852) politikus, jogtudós (l. 1830)

### Cs
- Császár Ferenc (1807–1858) költő, publicista, jogtudós (l. 1832; t. 1847)
- Csatskó Imre (1804–1874) jogtudós (l. 1839)

### D
- Deák Ferenc (1803–1876) politikus, jogtudós (t. 1839; ig. 1855)
- De Francisci, Pietro (1883–1971) olasz jogtudós, római jogász, jogtörténész (t. 1940)
- Del Vecchio, Giorgio (1878–1970) olasz jogtudós (t. 1934)
- Dikov, Ljuben (1895–1973) bolgár jogtudós (t. 1940)
- Dósa Elek (1803–1867) jogtudós, publicista (l. 1861; t. 1865)

### E, É
- Eckhart Ferenc (1885–1957) jog- és gazdaságtörténész (l. 1919; r. 1934; ig. 1945–1946; tan. 1949; r. visszaállítva 1989)
- Edvi Illés Károly (1842–1919) jogtudós (l. 1895)
- * Erdő Péter (1952) római katolikus főpap, egyházjogász, egyháztörténész (l. 2007; r. 2013)
- Eörsi Gyula (1922–1992) jogtudós (l. 1962; r. 1973)
- Ereky István (1876–1943) jogtudós (l. 1921; r. 1934)
- Eser, Albin (1935–2023) német jogtudós (t. 1993)

### F
- Fabinyi Tihamér (1890–1953) jogtudós, bankár, politikus (ig. 1940–1945; tagsága megszűnt 1945)
- Fabriczy Sámuel (1771–1858) jogtudós (l. 1832)
- Farkas Lajos (1841–1921) jogtudós (l. 1893)
- Fayer László (1842–1906) jogtudós (l. 1894)
- Ferdinandy Gejza (1864–1924) jogtudós (l. 1905)
- Finkey Ferenc (1870–1949) jogtudós (l. 1908; r. 1929; t. 1938)
- Fogarasi János (1801–1878) nyelvész, jogtudós (l. 1838; r. 1841)
- Frank Ignác (1788–1850) jogtudós (l. 1847)
- Fülepp József (1786–1847) jogtudós (l. 1835)

### G
- Gajzágó László (1883–1953) jogtudós, diplomata (l. 1942; tan. 1949; l. visszaállítva 1989)
- Georch Illés (1772–1835) jogtudós (t. 1832)
- Giannini, Amedeo (1886–1960) olasz jogtudós, történész (t. 1926)
- Gneist, Rudolf von (1816–1895) német jogtudós (t. 1874)
- Grosschmid Béni (1852–1938) jogtudós (l. 1901)

### Gy
- Gyárfás István (1822–1883) jogtudós, jogtörténész (l. 1878)
- Gyurikovits György (1780–1848) jogtörténész (l. 1832)

### H
- Hajnik Imre (1840–1902) jogtudós, jogtörténész (l. 1871; r. 1880)
- * Hamza Gábor (1949) jogtudós (l. 2004; r. 2010)
- * Harmathy Attila (1937) jogtudós (l. 1993; r. 1998)
- * Hartkamp, Arthur (1945) holland jogtudós (t. 2010)
- Hegedüs Lajos (1831–1883) jogtudós (l. 1874)
- Heller Erik (1880–1958) jogtudós (l. 1943; tan. 1949; l. visszaállítva 1989)
- Herczegh Géza (1928–2010) jogtudós (l. 1985; r. 1990)
- Hoblik Márton (1791–1845) drámaíró, jogász (l. 1832)
- Hoffmann Pál (1830–1907) jogtudós (l. 1863; r. 1890)
- Holub József (1885–1962) történész, jogtörténész (l. 1923; r. 1945; tan. 1949; r. visszaállítva 1989)
- Honkasalo, Brynolf (1889–1938) finn jogtudós (t. 1938)
- Horvát Boldizsár (1822–1898) jogtudós, politikus (l. 1861; t. 1868)
- Horváth Barna (1896–1973) jogtudós (l. 1945; tan. 1949; l. visszaállítva 1989)

### I, Í
- Irk Albert (1884–1952) jogtudós, kriminológus (l. 1936; tan. 1949; l. visszaállítva 1989)
- Iványi Béla (1878–1964) történész, levéltáros (l. 1920; lemondott 1937)

### K
- Kahn-Freund, Otto (1900–1979) angol jogtudós (t. 1979)
- Kallós Lajos (1819–1881) jogtudós (l. 1863)
- Karvasy Ágoston (1809–1896) jogtudós, államtudós, közgazdász (l. 1846)
- * Kecskés László (1953) jogtudós (l. 2013)
- Király Tibor (1920–2021) jogtudós (l. 1979; r. 1987)
- Kiss Sándor Károly / Kiss, Alexandre Charles (1925–2007) franciaországi magyar jogtudós (k. 1990)
- Kolosváry Bálint (1875–1954) jogtudós (l. 1922; r. 1934; ig. 1943–1946; tan. 1949; r. visszaállítva 1989)
- Kolosváry Sándor (1840–1922) jogtudós (l. 1892)
- Konek Sándor (1819–1882) statisztikus, jogtudós (l. 1858; r. 1867)
- Kopácsy József (1775–1847) római katolikus főpap, egyházjogász (t. 1831)
- * Korinek László (1946) jogtudós, kriminológus (l. 2007; r. 2013)
- Kossovich Károly (1803–1841) jogtudós (r. 1838)
- Kovács István (1921–1990) jogtudós (l. 1965; r. 1976)
- Kováts Gyula (1849–1935) jogtudós (l. 1884; r. 1920)
- Krajner Imre (1791–1875) jogtörténész (l. 1832; lemondott, 1864)
- Kudrjavcev, Vlagyimir Nyikolajevics (1923–2007) orosz jogtudós (t. 1979)
- Kulcsár Kálmán (1928–2010) jogtudós, szociológus (l. 1973; r. 1982)
- Kuncz Ignác (1841–1903) jogtudós (l. 1896)
- Kuncz Ödön (1884–1965)  jogtudós, közgazdász (l. 1930; tan. 1949; l. visszaállítva 1989)
- Kunz Jenő (1844-1926) jogtudós (l. 1903)

### L
- Laboulaye, Édouard René de (1811–1883) francia jogtudós, történész (t. 1858)
- Lapradelle, Albert Geouffre de (1871–1955) francia jogtudós (t. 1931)
- * Lamm Vanda (1945) jogtudós, nemzetközi jogász, az MTA alelnöke (l. 2007; r. 2013)
- Lesage, Michel (1933–2009) francia jogtudós, közigazgatás-tudós (t. 1990)
- Lőrincz Lajos (1935–2010) jogtudós, közigazgatás-tudós (l. 1990; r. 1998)
- Lukić, Radomir (1914–1999) szerb jogtudós (t. 1976)

### M
- Mádl Ferenc (1931–2011) jogtudós, politikus (l. 1987; r. 1993)
- Magyary Géza (1864–1928) jogtudós (l. 1905; r. 1917)
- Marton Géza (1880–1957) jogtudós (l. 1939)
- Menyhárth Gáspár (1868–1940) jogtudós (l. 1937)
- Mittermaier, Carl Joseph Anton (1787–1867) német jogtudós (t. 1846)
- Molnár Kálmán (1881–1961) jogtudós (l. 1942; tan. 1949; l. visszaállítva 1989)
- Mommsen, Theodor (1817–1903) német történész, jogtudós (t. 1867)
- Moór Gyula (1888–1950) jogtudós, jogfilozófus (l. 1925; r. 1942; ig. 1945–1946; tagsága megszűnt 1949; r. visszaállítva 1989)

### N-Ny
- Nagy Ernő (1853–1921) jogtudós (l. 1895)
- Nagy Ferenc (1852–1928) jogtudós (l. 1893; r. 1903)
- Nagy Imre (1822–1894) történész, jogász (l. 1870; r. 1886)

### O, Ó
- Olivecrona, Knut (1817–1905) svéd jogtudós (t. 1880)
- Óvári Kelemen (1844–1925) jogtörténész (l. 1892)

### Ö, Ő
- Ökröss Bálint (1829–1889) jogtudós (l. 1868)

### P
- Palugyay Imre (1818–1866) statisztikus, jogtörténész (l. 1847)
  - *Pálné Kovács Ilona (1954) politológus, régiótudós, közigazgatási jogász (l. 2013; r. 2019)
- Parieu, Félix Esquirou de (1815–1893) francia jogtudós, politikus (t. 1876)
- Pauler Tivadar (1816–1886) jogtudós, politikus (l. 1845; r. 1858; ig. 1876; t. 1885)
- Perger János (1791–1838) jogtudós, történész (l. 1831; r. 1832)
- Peschka Vilmos (1929–2006) jogtudós (l. 1976; r. 1982)
- Pessina, Enrico (1828–1916) olasz jogtudós, politikus (t. 1899)
- Petrovics Frigyes Keresztély (1799–1836) történész, jogtudós (r. 1830)
- Pierantoni, Augusto (1840–1911) olasz jogtudós, politikus (t. 1904)
- Plósz Sándor (1846–1925) jogtudós, politikus (l. 1884; r. 1894; t. 1902; ig. 1906)
- Prónay Albert (1801–1867) jogtudós (ig. 1840)
- Prónay Gábor (1812–1875) jogtudós, kertész (l. 1860)
- Prónay Sándor (1760–1839) jogtudós (ig. 1830)
- Pulszky Ágost (1846–1901) jogfilozófus, szociológus (l. 1887)

### Q-R
- Récsi Emil (1822–1864) jogtudós, újságíró, műfordító (l. 1858)
- Reiner János (1865–1938) jogtudós (l. 1902)
- Révész Imre (1826–1881) egyházjogász, egyháztörténész (l. 1859)
- Réz Mihály (1878–1921) jogtudós (l. 1909)

### S
- * Sajó András (1949) jogtudós (l. 1995; r. 2001)
- Savigny, Friedrich Carl (1779–1861) német jogtudós (t. 1859)
- Schlauch Lőrinc (1824–1902) római katolikus főpap, egyházjogász (ig. 1901)
- Schvarcz Gyula (1838–1900) történész, jogtörténész, művelődéspolitikus (l. 1864; r. 1887)
- Schwarz András Bertalan / Schwarz, Andreas Bertholan (1886–1953) németországi magyar jogtudós (t. 1946)
- Serédi Jusztinián (1884–1945) római katolikus főpap, egyházjogász (ig. 1928; t. 1934)
- * Sólyom László (1942) jogtudós (l. 2001; r. 2013)
- Stammler, Rudolf (1856–1938) német jogfilozófus (t. 1933)
- Staud Lajos (1855–1941) jogtudós (l. 1929)
- Suhayda János (1818–1881) jogtudós (l. 1864)

### SZ
- Szabó András (1928-2011) jogtudós, kriminológus (l. 1998; r. 2004)
- Szabó Dénes (1929-2018) kanadai magyar kriminológus (k. 1993)
- Szabó Imre (1912–1991) jogtudós (l. 1949; r. 1956)
- Szalay Ágoston (1811–1877) jogtudós (l. 1858)
- Szalay László (1813–1864) jogtudós, történész, politikus (l. 1836; r. 1838)
- Szász Károly (1798–1853) jogtudós, politikus (l. 1833; r. 1834)
- Szászy Béla (1865–1931) jogtudós (l. 1931)
- Szászy István (1899–1976) jogtudós (l. 1945)
- Szászy-Schwarz Gusztáv (1858–1920) jogtudós (l. 1918)
- Szilágyi Dezső (1840–1901) jogtudós, politikus (t. 1897)
- Szinovácz György (1807–1867) jogtudós (l. 1861)
- Szladits Károly (1871–1956) jogtudós (l. 1932; r. 1943; t. 1948–1949; r. 1949)
- Szlemenics Pál (1783–1856) jogtudós (r. 1830)
- Sztrokay Antal (1780–1850) jogtudós, költő (l. 1832; r. 1835)
- Szűcs István (1811–1891) jogtörténész (l. 1846)

### T
- Tasner Antal (1808–1861) ügyvéd (l. 1833)
- Tocqueville, Alexis de (1805–1859) francia jogtudós, történész (t. 1858)
- Tomcsányi Móric (1878–1951) jogtudós (l. 1928; r. 1943–1949, visszaállítva 1989)
- Tóth Lajos (1876–1936) jogtudós (l. 1933)
- Tóth Lőrinc (1814–1903) jogtudós, író, költő (l. 1836; r. 1858)
- Tunyogi Csapó József (1790–1865) jogtudós (l. 1832)
- Tury Sándor Kornél (1892–1971) jogtudós (l. 1939–1949, visszaállítva 1989)

### V
- Vághy Ferenc (1776–1862) jogtudós (ig. 1830)
- Vajkay Károly (1825–1893) jogtudós, író (l. 1889)
- Vangerow, Karl Adolph von (1808–1870) német jogtudós (t. 1858)
- Vécsey Tamás (1839–1912) jogtudós (l. 1881; r. 1889; t. 1911)
- *Vékás Lajos (1939) jogtudós (l. 1990; r. 1995)
- Világhy Miklós (1916–1980) jogtudós (l. 1973)
- Vinkler János (1886–1968) jogtudós (l. 1928–1949, visszaállítva 1989)
- Vladár Gábor (1881–1972) jogtudós, politikus (l. 1937–1949, visszaállítva 1989)
- *Vörös Imre (1944) jogtudós (l. 2010)

### W
- Waldstein-Wartenberg János (1809–1876) jogtudós (ig. 1868)
- Weichelt, Wolfgang (1929–1993) német jogtudós (t. 1986)
- Welcker, Karl Theodor (1790–1869) német jogtudós, politikus (t. 1859)
- Weltner Andor (1910–1978) jogtudós (l. 1970)
- Wenzel Gusztáv (1812–1891) jogtudós, jogtörténész (l. 1846; r. 1858)
- Wlassics Gyula (1852–1937) jogtudós, politikus (l. 1886; r. 1892; ig. 1901; t. 1919)

### Z
- Zlinszky Imre (1834–1880) jogtudós (l. 1876)

### Zs
- Zsivora György (1804–1883) jogtudós (l. 1833)
- Zsoldos Ignác (1803–1885) jogtudós (l. 1837; r. 1838)

## Szakterületek szerint

### Alkotmányjog
- Balogh Artúr (1866–1951) jogtudós (l. 1905; tan. 1949; l. visszaállítva 1989)
- Bihari Ottó (1921–1983) jogtudós (l. 1973; r. 1979)
- Deák Ferenc (1803–1876) politikus, jogtudós (t. 1839; ig. 1855)
- Ferdinandy Gejza (1864–1924) jogtudós (l. 1905)
- Horvát Boldizsár (1822–1898) jogtudós, politikus (l. 1861; t. 1868)
- Kovács István (1921–1990) jogtudós (l. 1965; r. 1976)
- Mittermaier, Carl Joseph Anton (1787–1867) német jogtudós (t. 1846)
- Molnár Kálmán (1881–1961) jogtudós (l. 1942; tan. 1949; l. visszaállítva 1989)
- Nagy Ernő (1853–1921) jogtudós (l. 1895)
- Prónay Albert (1801–1867) jogtudós (ig. 1840)
- Prónay Gábor (1812–1875) jogtudós, kertész (l. 1860)
- Prónay Sándor (1760–1839) jogtudós (ig. 1819)
- Récsi Emil (1822–1864) jogtudós, újságíró, műfordító (l. 1858)
- Réz Mihály (1878–1921) jogtudós (l. 1909)
- *Sajó András (1949) jogtudós (l. 1995; r. 2001)
- Suhayda János (1818–1881) jogtudós (l. 1864)
- Szilágyi Dezső (1840–1901) jogtudós, politikus (t. 1897)
- Tocqueville, Alexis de (1805–1859) francia jogtudós, történész (t. 1858)
- Vladár Gábor (1881–1972) jogtudós, politikus (l. 1937–1949, visszaállítva 1989)
- Waldstein-Wartenberg János (1809–1876) jogtudós (ig. 1868)

### Büntetőjog
- Ancel, Marc (1902–1990) francia jogtudós (t. 1979)
- Angyal Pál (1873–1949) jogtudós (l. 1909; r. 1930)
- Balla Károly (1792–1873) jogtudós, költő, publicista (l. 1839)
- Balogh Jenő (1864–1953) jogtudós, politikus (l. 1901; r. 1912; ig. 1936–1945; t. 1937; tan. 1949; t. visszaállítva 1989)
- Battaglini, Giulio (1885–1961) olasz jogtudós (t. 1939)
- Binding, Karl (1841–1920) német jogtudós (t. 1891)
- Broms, Bengt Henry (1929–2023) finn jogtudós (t. 1988)
- Csatskó Imre (1804–1874) jogtudós (l. 1839)
- Dikov, Ljuben (1895–1973) bolgár jogtudós (t. 1940)
- Edvi Illés Károly (1842–1919) jogtudós (l. 1895)
- Eser, Albin (1935–2023) német jogtudós (t. 1993)
- Fabriczy Sámuel (1771–1858) jogtudós (l. 1832)
- Fayer László (1842–1906) jogtudós (l. 1894)
- Finkey Ferenc (1870–1949) jogtudós (l. 1908; r. 1929; t. 1938)
- Heller Erik (1880–1958) jogtudós (l. 1943; tan. 1949; l. visszaállítva 1989)
- Honkasalo, Brynolf (1889–1938) finn jogtudós (t. 1938)
- Szabó András (1928-2011) jogtudós, kriminológus (l. 1998; r. 2004)
- Szászy Béla (1865–1931) jogtudós (l. 1931)
- Sztrókay Antal (1780–1850) jogtudós, költő (l. 1832; r. 1835)
- Welcker, Karl Theodor (1790–1869) német jogtudós, politikus (t. 1859)
- Wlassics Gyula (1852–1937) jogtudós, politikus (l. 1886; r. 1892; ig. 1901; t. 1919)

### Büntető eljárásjog
- Király Tibor (1920) jogtudós (l. 1979; r. 1987)

### Polgári jog
- Apáthy István, id. (1829–1889) jogtudós (l. 1873; r. 1884)
- Baintner János (1815–1881) jogtudós (l. 1865)
- Balás P. Elemér (1883–1947) jogtudós (l. 1943)
- Basedow, Jürgen (1949) német jogtudós (t. 2007)
- Beale, Hugh (1948) angol jogtudós (t. 2001)
- Császár Ferenc (1807–1858) költő, publicista, jogtudós (l. 1832; t. 1847)
- Dósa Elek (1803–1867) jogtudós, publicista (l. 1861; t. 1865)
- Eörsi Gyula (1922–1992) jogtudós (l. 1962; r. 1973)
- Fogarasi János (1801–1878) nyelvész, jogtudós (l. 1838; r. 1841)
- Frank Ignác (1788–1850) jogtudós (l. 1847)
- Georch Illés (1772–1835) jogtudós (t. 1832)
- Grosschmid Béni (1852–1938) jogtudós (l. 1901)
- Harmathy Attila (1937) jogtudós (l. 1993; r. 1998)
- Hartkamp, Arthur (1945) holland jogtudós (t. 2010)
- Hegedüs Lajos (1831–1883) jogtudós (l. 1874)
- Kallós Lajos (1819–1881) jogtudós (l. 1863)
- Kolosváry Bálint (1875–1954) jogtudós (l. 1922; r. 1934; ig. 1943–1946; tan. 1949; r. visszaállítva 1989)
- Kolosváry Sándor (1840–1922) jogtudós (l. 1892)
- Kuncz Ödön (1884–1965) jogtudós, közgazdász (l. 1930; tan. 1949; l. visszaállítva 1989)
- Marton Géza (1880–1957) jogtudós (l. 1939)
- Menyhárth Gáspár (1868–1940) jogtudós (l. 1937)
- Nagy Ferenc (1852–1928) jogtudós (l. 1893; r. 1903)
- Ökröss Bálint (1829–1889) jogtudós (l. 1868)
- Peschka Vilmos (1929–2006) jogtudós (l. 1976; r. 1982)
- Reiner János (1865–1938) jogtudós (l. 1902)
- Sólyom László (1942) jogtudós (l. 2001; r. 2013)
- Staud Lajos (1855–1941) jogtudós (l. 1929)
- Szászy-Schwarz Gusztáv (1858–1920) jogtudós (l. 1918)
- Szinovácz György (1807–1867) jogtudós (l. 1861)
- Szladits Károly (1871–1956) jogtudós (l. 1932; r. 1943; t. 1948–1949; r. 1949)
- Tóth Lajos (1876–1936) jogtudós (l. 1933)
- Tóth Lőrinc (1814–1903) jogtudós, író, költő (l. 1836; r. 1858)
- Tury Sándor Kornél (1892–1971) jogtudós (l. 1939–1949, visszaállítva 1989)
- Vághy Ferenc (1776–1862) jogtudós (ig. 1830)
- Vajkay Károly (1825–1893) jogtudós, író (l. 1889)
- Vékás Lajos (1939) jogtudós (l. 1990; r. 1995)
- Világhy Miklós (1916–1980) jogtudós (l. 1973)
- Vinkler János (1886–1968) jogtudós (l. 1928–1949, visszaállítva 1989)
- Wenzel Gusztáv (1812–1891) jogtudós, jogtörténész (l. 1846; r. 1858)
- Zlinszky Imre (1834–1880) jogtudós (l. 1876)
- Zsivora György (1804–1883) jogtudós (l. 1833)

### Polgári eljárásjog
- Fabinyi Tihamér (1890–1953) jogtudós, bankár, politikus (ig. 1940–1945; tagsága megszűnt 1945)
- Kecskés László (1953) jogtudós (l. 2013)
- Magyary Géza (1864–1928) jogtudós (l. 1905; r. 1917)
- Plósz Sándor (1846–1925) jogtudós, politikus (l. 1884; r. 1894; t. 1902; ig. 1906)
- Zlinszky Imre (1834–1880) jogtudós (l. 1876)

### Közigazgatási jog
- Boér Elek, ifj. (1898–1954) jogtudós, közgazdász (l. 1941; tan. 1949; l. visszaállítva 1989)
- Concha Győző (1846–1933) jogtudós, államtudós (l. 1886; r. 1900; ig. 1914; t. 1931)
- Ereky István (1876–1943) jogtudós (l. 1921; r. 1934)
- Gneist, Rudolf von (1816–1895) német jogtudós (t. 1874)
- Karvasy Ágoston (1809–1896) jogtudós, államtudós, közgazdász (l. 1846)
- Kuncz Ignác (1841–1903) jogtudós, államtudós (l. 1896)
- Lesage, Michel (1933–2009) francia jogtudós, közigazgatás-tudós (t. 1990)
- Lőrincz Lajos (1935–2010) jogtudós, közigazgatás-tudós (l. 1990; r. 1998)
  - Pálné Kovács Ilona (1954) politológus, régiótudós, közigazgatási jogász (l. 2013; r. 2019)
- Récsi Emil (1822–1864) jogtudós, újságíró, műfordító (l. 1858)
- Tomcsányi Móric (1878–1951) jogtudós (l. 1928; r. 1943–1949, visszaállítva 1989)
- Wlassics Gyula (1852–1937) jogtudós, politikus (l. 1886; r. 1892; ig. 1901; t. 1919)
- Zsoldos Ignác (1803–1885) jogtudós (l. 1837; r. 1838)

### Pénzügyi jog
- Parieu, Félix Esquirou de (1815–1893) francia jogtudós, politikus (t. 1876)

### Munkajog
- Kahn-Freund, Otto (1900–1979) angol jogtudós (t. 1979)
- Weltner Andor (1910–1978) jogtudós (l. 1970)

### Európajog
- Mádl Ferenc (1931–2011) jogtudós, politikus (l. 1987; r. 1993)
- *Vörös Imre (1944) jogtudós (l. 2010)

### Nemzetközi közjog
- Apáthy István, id. (1829–1889) jogtudós (l. 1873; r. 1884)
- Borchard, Edwin (1884–1951) amerikai jogtudós (t. 1931)
- Broms, Bengt Henry (1929) finn jogtudós (t. 1988)
- Buza László (1885–1969) jogtudós (l. 1938; r. 1946)
- Gajzágó László (1883–1953) jogtudós, diplomata (l. 1942; tan. 1949; l. visszaállítva 1989)
- Giannini, Amedeo (1886–1960) olasz jogtudós, történész (t. 1926)
- Herczegh Géza (1928–2010) jogtudós (l. 1985; r. 1990)
- Kiss Sándor Károly / Kiss, Alexandre Charles (1925–2007) franciaországi magyar jogtudós (k. 1990)
- Lapradelle, Albert Geouffre de (1871–1955) francia jogtudós (t. 1931)
- *Lamm Vanda (1945) jogtudós, nemzetközi jogász, az MTA alelnöke (l. 2007; r. 2013)

### Nemzetközi magánjog
- Mádl Ferenc (1931–2011) jogtudós, politikus (l. 1987; r. 1993)
- Szászy István (1899–1976) jogtudós (l. 1945)
- Vörös Imre (1944) jogtudós (l. 2010)

### Egyházjog (kánonjog)
- Erdő Péter (1952) római katolikus főpap, egyházjogász, egyháztörténész (l. 2007; r. 2013)
- Konek Sándor (1819–1882) statisztikus, jogtudós (l. 1858; r. 1867)
- Kopácsy József (1775–1847) római katolikus főpap, egyházjogász (t. 1831)
- Kováts Gyula (1849–1935) jogtudós (l. 1884; r. 1920)
- Révész Imre (1826–1881) egyházjogász, egyháztörténész (l. 1859)
- Schlauch Lőrinc (1824–1902) római katolikus főpap, egyházjogász (ig. 1901)
- Serédi Jusztinián (1884–1945) római katolikus főpap, egyházjogász (ig. 1928; t. 1934)

### Római jog
- de Francisci, Pietro (1883–1971) olasz jogtudós, jogtörténész (t. 1940)
- Farkas Lajos (1841–1921) jogtudós (l. 1893)
- Hamza Gábor (1949) jogtudós (l. 2004; r. 2010)
- Hoffmann Pál (1830–1907) jogtudós (l. 1863; r. 1890)
- Marton Géza (1880–1957) jogtudós (l. 1939)
- Mommsen, Theodor (1817-1903) jogtudós (t. 1867)
- Olivecrona, Knut (1817–1905) svéd jogtudós (t. 1880)
- Savigny, Friedrich Carl (1779–1861) német jogtudós (t. 1859)
- Schwarz András Bertalan / Schwarz, Andreas Bertalan (1886–1953) Németországban, Svájcban és Törökországban oktató magyar jogtudós (t. 1946)
- Vangerow, Karl Adolph von (1808–1870) német jogtudós (t. 1858)
- Vécsey Tamás (1839–1912) jogtudós (l. 1881; r. 1889; t. 1911)

### Jogbölcselet
- Bibó István, ifj. (1911–1979) társadalomfilozófus, jogtudós, politikus (l. 1946; tan. 1949; l. visszaállítva 1989)
- Del Vecchio, Giorgio (1878–1970) olasz jogtudós (t. 1934)
- Horváth Barna (1896–1973) jogtudós (l. 1945; tan. 1949; l. visszaállítva 1989)
- Kossovich Károly (1803–1841) jogtudós (r. 1838)
- Kunz Jenő (1844-1926) jogtudós (l. 1903)
- Lukić, Radomir (1914–1999) szerb jogtudós (t. 1976)
- Moór Gyula (1888–1950) jogtudós, jogfilozófus (l. 1925; r. 1942; ig. 1945–1946; tagsága megszűnt 1949; r. visszaállítva 1989)
- Pauler Tivadar (1816–1886) jogtudós, politikus (l. 1845; r. 1858; ig. 1876; t. 1885)
- Pessina, Enrico (1828–1916) olasz jogtudós, politikus (t. 1899)
- Pulszky Ágost (1846–1901) jogfilozófus, szociológus (l. 1887)
- Stammler, Rudolf (1856–1938) német jogfilozófus (t. 1933)
- Szabó Imre (1912–1991) jogtudós (l. 1949; r. 1956)
- Weichelt, Wolfgang (1929–1993) német jogtudós (t. 1986)

### Jogtörténet
- Ballagi Géza (1851–1907) történész, jogtudós (l. 1888; r. 1907)
- Bartal György, id. (1785–1865) jogtörténész (ig. 1830; t. 1858)
- Bertha Sándor (1796–1877) jogász, gazdaságpolitikus (l. 1839)
- Birinyi K. Lajos / Kossuth Birinyi, Louis (1886–1941) amerikai magyar jogtudós, történész (t. 1926)
- Botka Tivadar (1802–1885) jogtudós, jogtörténész (l. 1847; r. 1872; t. 1877)
- Bruckner Győző (1877–1962) jogtörténész, művelődéstörténész (l. 1926; tan. 1949; l. visszaállítva 1989)
- Cziráky Antal Mózes (1772–1852) politikus, jogtudós (l. 1830)
- de Francisci, Pietro (1883–1971) olasz jogtudós, római jogász, jogtörténész (t. 1940)
- Eckhart Ferenc (1885–1957) jog- és gazdaságtörténész (l. 1919; r. 1934; ig. 1945–1946; tan. 1949; r. visszaállítva 1989)
- Gyárfás István (1822–1883) jogtudós, jogtörténész (l. 1878)
- Gyurikovits György (1780–1848) jogtörténész (l. 1832)
- Hajnik Imre (1840–1902) jogtudós, jogtörténész (l. 1871; r. 1880)
- Hoblik Márton (1791–1845) drámaíró, jogász (l. 1832)
- Holub József (1885–1962) történész, jogtörténész (l. 1923; r. 1945; tan. 1949; r. visszaállítva 1989)
- Iványi Béla (1878–1964) történész, levéltáros (l. 1920; lemondott 1937)
- Krajner Imre (1791–1875) jogtörténész (l. 1832; lemondott, 1864)
- Laboulaye, Édouard René de (1811–1883) francia jogtudós, történész (t. 1858)
- Mommsen, Theodor (1817–1903) német történész, jogtudós (t. 1867)
- Nagy Imre (1822–1894) történész, jogász (l. 1870; r. 1886)
- Óvári Kelemen (1844–1925) jogtörténész (l. 1892)
- Palugyay Imre (1818–1866) statisztikus, jogtörténész (l. 1847)
- Pauler Tivadar (1816–1886) jogtudós, politikus (l. 1845; r. 1858; ig. 1876; t. 1885)
- Perger János (1791–1838) jogtudós, történész (l. 1831; r. 1832)
- Schvarcz Gyula (1838–1900) történész, jogtörténész, művelődéspolitikus (l. 1864; r. 1887)
- Szalay Ágoston (1811–1877) jogtudós (l. 1858)
- Tasner Antal (1808–1861) ügyvéd (l. 1833)
- Szalay László (1813–1864) jogtudós, történész, politikus (l. 1836; r. 1838)
- Szász Károly (1798–1853) jogtudós, politikus (l. 1833; r. 1834)
- Szűcs István (1811–1891) jogtörténész (l. 1846)
- Tunyogi Csapó József (1790–1865) jogtudós (l. 1832)
- Wenzel Gusztáv (1812–1891) jogtudós, jogtörténész (l. 1846; r. 1858)

### Jogszociológia
- Kulcsár Kálmán (1928–2010) jogtudós, szociológus (l. 1973; r. 1982)
- *Sajó András (1949) jogtudós (l. 1995; r. 2001)

### Kriminológia
- Brusa, Emilio (1843–1908) olasz jogtudós, kriminológus (t. 1906)
- Irk Albert (1884–1952) jogtudós, kriminológus (l. 1936; tan. 1949; l. visszaállítva 1989)
- Korinek László (1946) jogtudós, kriminológus (l. 2007; r. 2013)
- Kudrjavcev, Vlagyimir Nyikolajevics (1923–2007) orosz jogtudós (t. 1979)
- Szabó András (1928-2011) jogtudós, kriminológus (l. 1998; r. 2004)
- Szabó Dénes (1929-2018) kanadai magyar kriminológus (k. 1993)

### Bányajog
- Baintner János (1815–1881) jogtudós (l. 1865)
- Fülepp József (1786–1847) jogtudós (l. 1835)
- Wenzel Gusztáv (1812–1891) jogtudós, jogtörténész (l. 1846; r. 1858)